# 愛媛県同和対策協議会

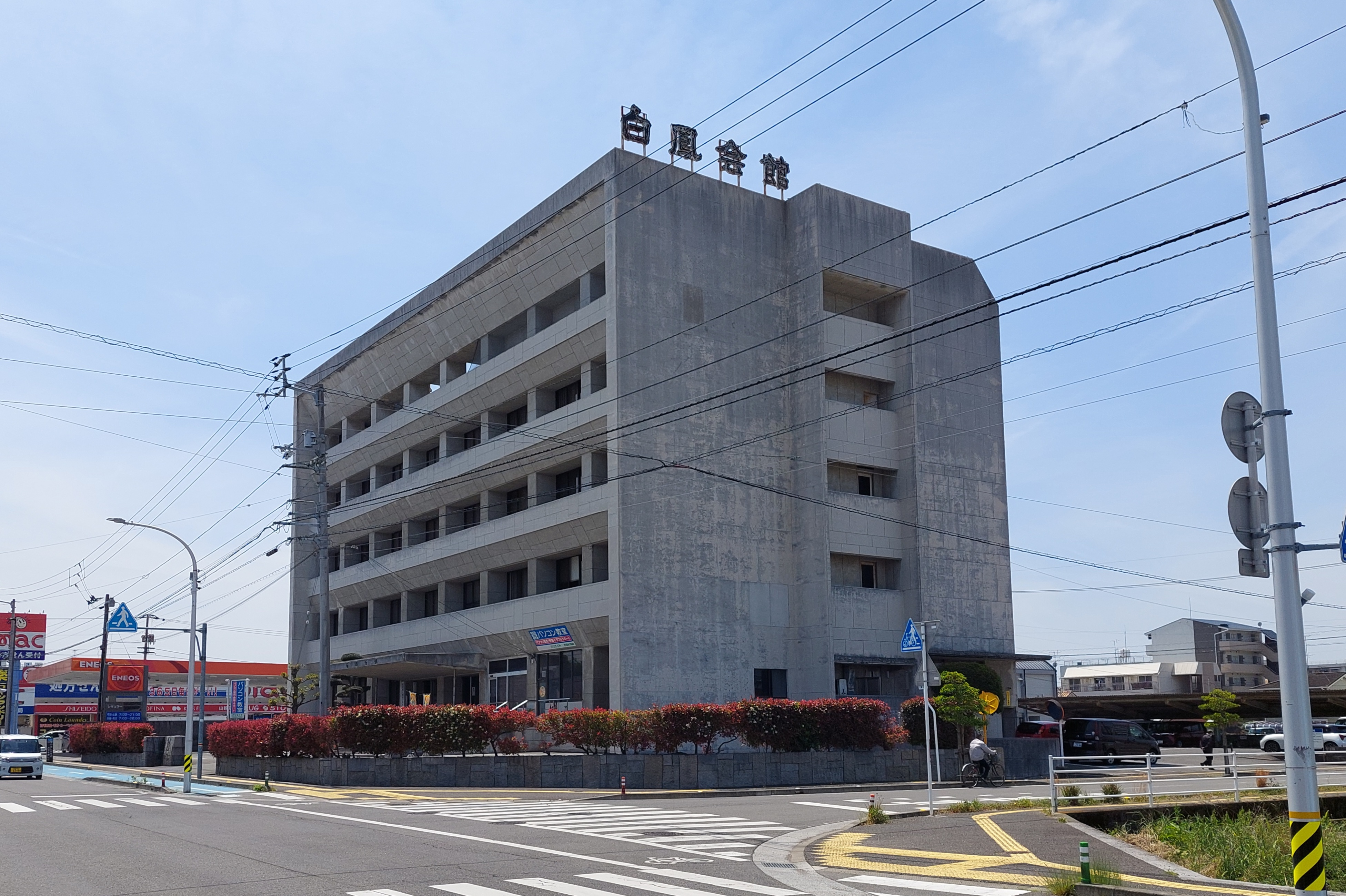
白鳳会館

愛媛県同和対策協議会（えひめけんどうわたいさくきょうぎかい）とは、愛媛県の一県単一の同和団体。1961年、部落解放同盟愛媛県連合会と愛媛県同和対策事業協議会の提携により発足した。本部は松山市山越六丁目6番22号の白鳳会館内にある。1971年に愛媛県知事白石春樹が会長に就任。愛媛県内の各支部では、各市町村長が愛媛県同和対策協議会の支部長を務める場合が多かった。
設立の目的は、保守県政護持のために、部落解放同盟愛媛県連合会の再建を阻止することにあった。この結果、松山市を除き、愛媛県内では部落解放同盟を同和行政の公認団体として認めない姿勢が2006年現在も続いている。もっとも、部落解放同盟と別組織ながら、内実は部落解放同盟の考え方で運動を進める者たちが主流だったとの証言もある。
2002年に愛媛県人権対策協議会に変更した。

## 運動方針
1. 「対話と強調」
2. 「行政と共闘」
3. 「教育との連帯」

（註）これらは「愛媛路線」と呼ばれる。